# Poročnik korvete
Poročnik korvete je pomorski častniški čin (kopenski ekvivalent je poročnik).

## Primerjava častniških stopenj
Slovenska vojska :

| Vojaški čini      |                   |                         |
| Nižji: ne obstaja | pomorski častniki | Višji: Poročnik fregate |

Avstro-Ogrska vojna mornarica  (k.u.k. Kriegsmarine): Korvettenleutnant

| Vojaški čini                   |                   |                         |
| Nižji: poročnik linijske ladje | pomorski častniki | Višji: Poročnik fregate |